# Andrew Lowery
Pour les articles homonymes, voir Lowery.
Andrew Lowery est un acteur, scénariste et producteur américain né le 4 janvier 1970 à Placentia, Californie (États-Unis).

## Filmographie

### Comme acteur
- 1989 : Le Coup de Shannon (Shannon's Deal) (TV) : Eric Menke
- 1990 : Family of Spies (TV) : Michael L. Walker
- 1990 : A Son's Promise (TV) : Tommy O'Kelley
- 1990 : Fatal Charm (TV) : James Childs
- 1992 : Buffy, tueuse de vampires (Buffy the Vampire Slayer) : Andy
- 1992 : La Différence (School Ties) : 'Mack' McGivern
- 1993 : My Boyfriend's Back : Johnny
- 1993 : J. F. K. : Le Destin en marche (J.F.K.: Reckless Youth) (TV) : Lem Billings
- 1994 : Color of Night : Dale Dexter
- 1995 : Les Tourments du destin ("A Woman of Independent Means") (feuilleton TV) : Drew, as an adult
- 1995 : Clerks : Les Employés modèles (TV) : Dante Hicks
- 1996 : La Mort en héritage (The Conspiracy of Fear) (TV) : Chris King
- 1997 : Cost of Living : Ted
- 2003 : Nothing : Crawford
- 2024 : Whiskey on the Rocks : Jack Roberts

### Comme scénariste
- 1999 : Simon Sez : Sauvetage explosif (Simon Sez)
- 2000 : Boys and Girls
- 2016 : Swedish Dicks

### Comme producteur
- 2003 : Nothing